# Iglesia parroquial de Nuestra Señora de la Asunción (La Guardia)
La iglesia parroquial de Nuestra Señora de La Asunción se encuentra en el pueblo de La Guardia (Castilla-La Mancha, España). Es de estilo neoclásico y fue construida entre los años 1620 y 1765. En su interior guarda pinturas de Angelo Nardi y objetos de plata realizados por obradores toledanos del siglo XVI hasta el XIX.

## Historia
El arquitecto Juan Bautista Monegro, por encargo del cardenal, trazó los planos de la iglesia y la capilla de los capellanes, a petición de Sebastián García de Huerta. El templo se empezó a construir por el crucero en 1620, y en 1640 el pueblo se negó a pagar los diezmos, por lo que se suspendieron las obras. En el año 1632 se bendijo la crucería todavía en construcción y la capilla aledaña a la iglesia, por el obispo Melchor de Soria y Vera. En 1760 se reanuda la construcción y en 1765 se concluyen las obras. En 1984 la iglesia sufre una serie de reparaciones, sobre todo en la parte del altar.

## Descripción
El exterior de la iglesia está hecho de piedra de sillería y mampostería. Es un templo de estilo neoclásico y de planta de cruz latina, al que se accede a través de tres arcos de medio punto. La nave central está formada por ocho capillas adosadas que fueron destruidas en la guerra civil española, por lo que no queda nada de los altares originales. Ignacio Haan llevó a cabo la arquitectura del retablo mayor, realizado en el siglo XVIII en estilo neoclásico. El frontis del retablo, flanqueado por dos columnas de estuco pintas imitando el mármol jaspeado y coronado por una Santísima Trinidad junto a dos ángeles, lo conforma un lienzo de 6x3 m realizado por el pintor Alejandro de la Cruz, en el año 1766 Manuel de Mora se encargó de la pintura dorada y plateada que caracteriza al altar. El gran lienzo de Alejandro de la Cruz sufrió grandes desperfectos tras la Guerra Civil, por lo que tuvo que ser repintado y restaurado.

## Capillas
La iglesia cuenta con dos suntuosas capillas: una dedicada a la Concepción de Nuestra Señora de Guadalupe de México y otra al patrón del pueblo, al Santo Niño Cristóbal.

### Capilla de los capellanes

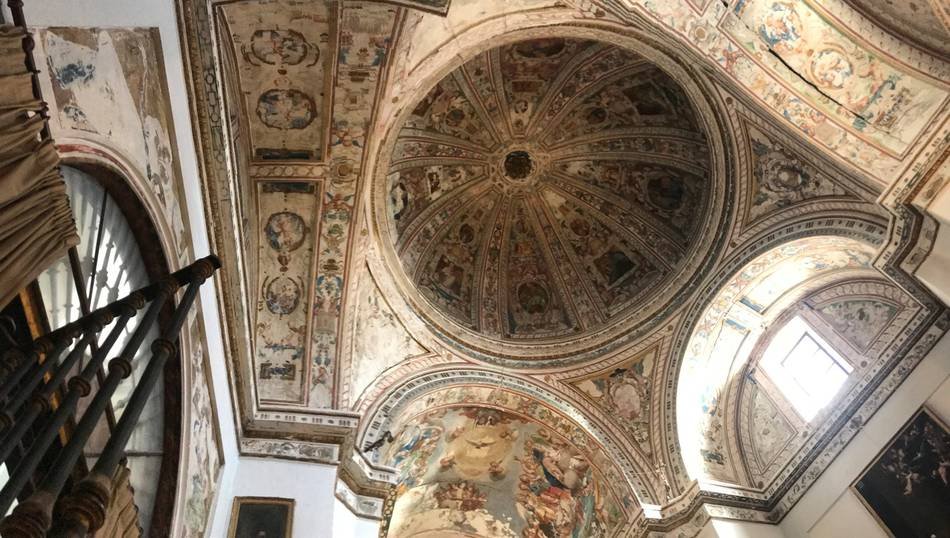
Foto de las pinturas de la capilla.

Juan Bautista Monegro, a encargo del cardenal Sandoval y Rojas, fue quien desempeñó la construcción de la capilla de cruz griega perfecta, iniciada en 1628 y terminada en 1632, además de su retablo, hoy desaparecido. Sebastián García de la Huerta, secretario de la Inquisición de Felipe III y Felipe IV, natural del pueblo, corrió con los gastos de la decoración de la capilla dotándola con pinturas de Angelo Nardi y de Orrente. Dispone de una cripta para los capellanes y una sacristía. Se conservan los bancos originales con los escudos en los frescos: alternativamente, los escudos del cardenal Sandoval y de los Huerta.

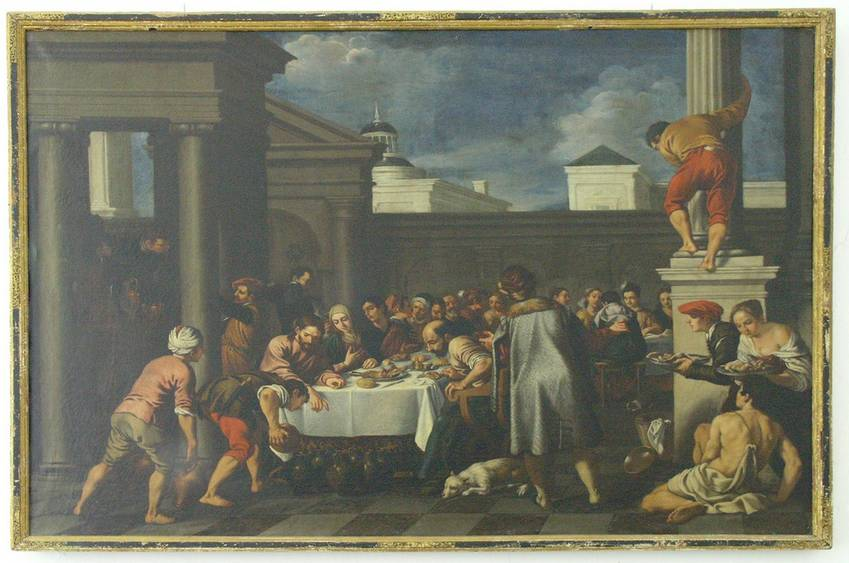
Bodas de Canaan

De Pedro de Orrente se conservan dos pinturas en la sacristía: Multiplicación de los panes y los peces, de 1,10x1,52 m, y Las bodas de Caná, de similares dimensiones; ambos se encuentran en buen estado y se aprecia el colorído típico de la escuela veneciana.
De Angelo Nardi se conservan los frescos que están situados por toda la capillan totalmente decorada, en sus correspondientes pechinas, arcos, enjutas, lunetos y la cúpula, referentes a la Inmaculada Concepción. Se conservan de este pintor un conjunto de diez cuadros al óleo, que son: 

#### San Ildefonso

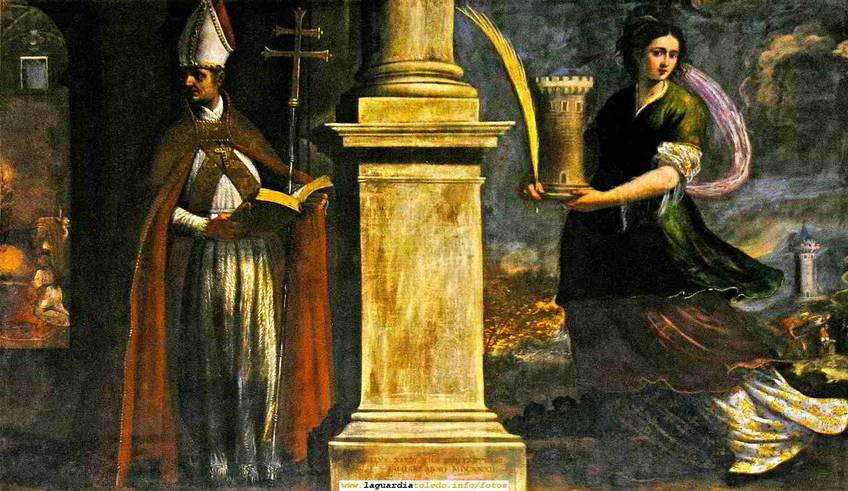
San ldefonso

Arzobispo toledano, sobre la cabeza tiene la mitra, en la mano derecha una pluma de ave y en la mano izquierda sostiene un libro, en el antebrazo de esta mano una cruz arzobispal, en la peana se lee CONSTAT EAM ABOMNI/ORIGINALI PECCATO IM/ MUNEM FUISSE, PER QVAM/ NON SOLUM MALDECITO/ MATRIS HEVAE SOLVTA EST/ VERVM ETIAM ET BENEDICT/ TIO OMNIB, CONDENETVR

#### San Anselmo
Con la barba blanca, báculo y mitra de abad, lleva inscrito OMNES MORTVI SUNT IN/ PECCATIS NI MINE VOLVNTANTE/ADDITIS

#### San Bernardo
Representando el abad de Claraval y con la mirada perdida, lleva inscrito VOLVIT ITAQUE ESSE/VIRGINEM DE QUA IN/ MACVLATA INMACVLATUS/ PROCEDERETVR, OMNI/ VM MACVLAS PVRGA/ TVRVS

#### Santo Tomás

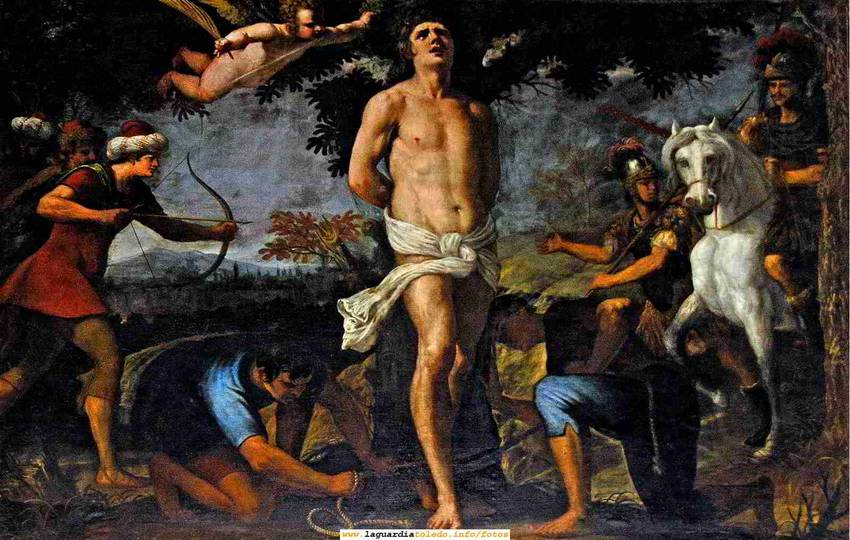
Martirio de San Sebastián

Con la mano derecha en el pecho, la vista al cielo y en la mano derecha un libro, da la impresión de que estuviera aclamando al cielo, en la inscripcción se lee POTEST ALIQVID CREATVM IN/ VENIRIQVO NIHIL PVRIVS ESSE/ POTEST IN REBVS CREATIS, SI/ NVLLA CONTAGIONE PECCATI/ INQUINATVM SIT. ET TALIS FV/ IT PVRITAS BEATAE VIRGINIS/ QUAE, A PECCATO ORIGINALI ET/ ACTVALI ANMUNIS FVIT

#### San Bernardo
Con el hábito de la rama de la Observancia, su inscripción es FVIT Bta VIRGO SINE PRIMOVAE/ HOC EST, SINE TYRANNO CONCU/ PISCENTIAE PECCATI ORIGINA/ LIS; QVIA SINE EO CONCEPTA EST/ SICVT TESTE SALOMONE DIDI/CIMUS, QVI AIT: TOTA PVLCHRA/ ES AMICA MEA ET MACVLA, SCI/ LICET, ORIGINALIS CVLPAE NON/ EST IN TE

#### San Buenaventura
Sostiene un libro abierto en el que está leyendo, en la peana se lee SOLVS VIRGINIS FILIVS FVIT/ AB ORIGINALI CVLPA INMVNIS/ ET IPSA MATER EIVS VIRGO. CRE/ DENDUM EST QVOD NOVO SANTI/ FICATIONIS GENERE IN EIVS CON/ CEPTIONIS PRIMORDIO, PER SPIRI/ TUM SANCTVM EAM AB ORIGINALI/ PECCATO (NON QVOD INFVIT, SED QVOD/ FVISSET) REDEMIT ATQVE SINGVLARI/ GRATIA PRAESVAVIT
Estos santos seguramente fuesen escogidos por el fundador debido a su devoción; además, se conservan otros cuadros de Nardi tales como el Martirio de San Sebastián, La Asunción y La Anunciación en las naves de la iglesia.

### Capilla del Santo Niño
Se construyó entre los años 1786 y 1787, se levantó con el dinero de los devotos y en su interior se ecuentran pinturas del martirio del Santo Niño.

## Conservación
Desgraciadamente la capilla no cuenta con protección legal y los frescos están en mal estado de conservación debido a las grietas estructurales por toda la cúpula y brazos de la capilla, perdiéndose más de la mitad de ellas.